# Eupambolus apterus
Eupambolus apterus är en stekelart som beskrevs av Vladimir Ivanovich Tobias 1964. Eupambolus apterus ingår i släktet Eupambolus och familjen bracksteklar. Inga underarter finns listade i Catalogue of Life.